# Nice Jazz Festival

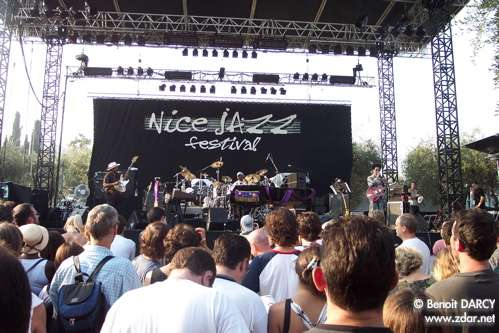
Nice Jazz Festival in Nizza (2002)

Das Nice Jazz Festival ist ein jährlich in Nizza an der Côte d’Azur an fünf Tagen im Juli stattfindendes Jazzfestival.

## Geschichte
Das Festival wurde ein erstes Mal vom 22. bis 28. Februar 1948 ausgetragen und fand während des Karnevals im Casino, der Oper und dem Negresco statt. Der Idiot’s Guide to Jazz stufte es als „das erste Jazz-Festival von internationaler Bedeutung“ ein. An der ersten Veranstaltung waren Louis Armstrong and his All Stars der Headliner. Suzy Delair sang damals C’est si bon das erste Mal auf der Bühne in einer Revue, die mit Louis Armstrong den Abend beendete. Es traten auch Yves Montand, Stéphane Grappelli, Claude Luter und Django Reinhardt auf. Organisiert wurde es von Hugues Panassié und Charles Delaunay vom Hot Club de France, wobei Panassié traditionellen Jazz bevorzugte und Delaunay Bebop.
Von diesem Anfang abgesehen kam es erst wieder 1971/72 zu einem Jazz-Festival in Nizza, als das Festival Jazz à Juan vorübergehend von Antibes hierher verlegt wurde. Ab 1974 organisierte George Wein jährlich eine Grande parade du Jazz in der Cimiez Arenas, in den Olivenhainen zwischen römischen Ruinen. Dies fand bis 1993 statt. Das eigentliche Festival begann 1994.
Im Laufe der Jahre traten Künstler wie Lionel Hampton, Dizzy Gillespie, Ray Charles, Ella Fitzgerald, Helen Humes, Herbie Hancock und Miles Davis regelmäßig auf diesem Festival auf. Nach 1994 gab es eine Änderung des Schwerpunktes in Richtung mehr Weltmusik und Pop. Aber der neue Veranstalter des Festivals, Vivian Sicnasi, belebte einen ekletischen Mix von traditionellen und modernen Klängen mit einem internationalen Line-up wieder. Es blieb „eine der größten jährlichen Veranstaltungen an der Riviera“.
Ursprünglich fand das Festival im Ortsteil Cimiez statt, das ein römisches Amphitheater besitzt. Das Ereignis wurde auf mehreren separaten Bühnen, auf denen die Gruppen gleichzeitig auftraten, an jeden Abend für acht Tage im Juli vollzogen.
Im Jahr 2011, nach rückläufigen Teilnehmerzahlen, wurde das bisher privat organisierte Festival auf Betreiben des Bürgermeisters Christian Estrosi zu einer öffentlichen Aufgabe. Zugleich wurde es von Cimiez zu dem zentraler gelegenen Place Masséna verlagert; nun fanden auch Veranstaltungen im Théâtre de Verdure statt. Es wurde berichtet, dass bei dem fünftägigen Festival 2011 rund 30.000 Zuschauer anwesend waren. Bei dem Festival 2012 vom 8. bis zum 12. Juli waren Herbie Hancock, Dee Dee Bridgewater, Erykah Badu, Sharon Jones & The Dap Kings, Gregory Porter und Jimi Brown Experience als Künstler dabei. Es gibt auch ein Off-Festival im weiteren Stadtgebiet.
2016 wurde das Festival wegen des Terroranschlags in Nizza abgesagt.